# Спиро, Пётр Антонович
Пётр Антонович Спиро (1844 — 1893) — русский учёный-физиолог, ученик И. М. Сеченова.

## Биография
Родился 21 сентября (3 октября по новому стилю) 1844 года в Москве в семье Антона Спиро (1808—1888) и Фанни Айнбродт (1815—1851).
Первоначально учился во второй Московской гимназии, которую окончил в 1863 году. Затем обучался в Московском университете и закончил его в 1867 году со званием кандидата естественных наук. Ощутив склонность к медицине, сразу поступил в Императорскую медико-хирургическую академию, по окончании которой в 1870 году был оставлен при ней для подготовки к ученой деятельности. Занимался под руководством профессора И. М. Сеченова. В 1871 году был назначен младшим ординатором в клинический военный госпиталь. И в этом же году стал работать в Новороссийском университете в Одессе лаборантом физиологической лаборатории (с 1885 года — профессор).
Весною 1872 года Спиро ездил за границу, где некоторое время занимался у Александра Роллета в Грацском университете имени Карла и Франца. В 1874 в Новороссийском университете получил степень магистра физиологии и в конце этого же года был назначен приват-доцентом по этому предмету. В 1876—1878 годах был в заграничной поездке, работая с такими учёными, как Феликс Гоппе-Зейлер из Страсбургского университета; Карлом Людвигом, Гуго Кронекером и Эдмундом Дрехселем из Лейпцигского университета. По возвращении из-за границы в 1879 году был назначен сверхштатным доцентом. В 1881 году в Харьковском университете защитил диссертацию и был удостоен степени доктора медицины. В 1884 году П. А. Спиро стал прозектором физиологии Новороссийского университета, а в 1885 году был избран ординарным профессором физиологии.
Умер 15 ноября (27 ноября по новому стилю) 1893 года в Одессе.